# 太陽の女神
「太陽の女神」（たいようのめがみ）は、家入レオの楽曲。2013年10月14日から着うたで先行配信された後、彼女の5枚目のシングルとして2013年11月6日にビクターエンタテインメントからCD盤が発売された。
本曲は、フジテレビ系ドラマ『海の上の診療所』主題歌、エンディングテーマとして書き下ろされた楽曲。家入がテレビドラマ主題歌を担当するのは3度目。家入は本曲について、「自分が大切な人にどういう気持ちで接しているのか、ということに向き合ってもらえるような曲になればと思います」と話している。

## CDシングル
CDシングルは完全生産限定盤・初回限定盤および通常盤の3種が発売された。完全生産限定盤にはトートバッグ、初回限定盤にはビデオクリップおよびメイキング収録のDVDがそれぞれ付属する。
カップリング曲として収録されている「君に届け」は、首都医校・大阪医専・名古屋医専のCMソングで、2013年7月24日から配信限定でリリースされていた楽曲である。

### 収録曲
| 全作詞: 家入レオ、全作曲: 西尾芳彦・家入レオ、全編曲: 三輪コウダイ。 | |          |                     |      |
| #                                                                    | タイトル | 作詞     | 作曲・編曲          | 時間 |
| 1.                                                                   | 「太陽の女神」(フジテレビ系テレビドラマ『海の上の診療所』主題歌、テレビ神奈川『saku saku』 2013年11月度エンディングテーマ) | 家入レオ | 西尾芳彦 ・家入レオ | 3:27 |
| 2.                                                                   | 「君に届け」(首都医校・大阪医専・名古屋医専CMソング)                                                                       | 家入レオ | 西尾芳彦 ・家入レオ | 3:56 |
| 3.                                                                   | 「Who's that」 | 家入レオ | 西尾芳彦 ・家入レオ | 3:20 |
| 4.                                                                   | 「太陽の女神 (Instrumental)」                                                                                              | 家入レオ | 西尾芳彦 ・家入レオ | 3:27 |
| 5.                                                                   | 「君に届け (Instrumental)」                                                                                                | 家入レオ | 西尾芳彦 ・家入レオ | 3:53 |
| 6.                                                                   | 「Who's that (Instrumental)」                                                                                              | 家入レオ | 西尾芳彦 ・家入レオ | 3:18 |